# Sierras de Santo Domingo y Caballera
Sierras de Santo Domingo y Caballera este o arie protejată (arie specială de conservare — SAC, sit de importanță comunitară — SCI) din Spania întinsă pe o suprafață de 30.875,11 ha, integral pe uscat.

## Localizare
Centrul sitului Sierras de Santo Domingo y Caballera este situat la coordonatele 42°23′29″N 0°46′21″W / 42.3913°N 0.772366°V.

## Înființare
Situl Sierras de Santo Domingo y Caballera a fost declarat sit de importanță comunitară în iulie 2000 pentru a proteja 1 specie de plante și 16 specii de animale. Situl a fost protejat și ca arie specială de conservare în februarie 2021.

## Biodiversitate
Situată în ecoregiunea mediteraneană, aria protejată conține 12 habitate naturale: Râuri de munte și vegetația lor lemnoasă cu Salix elaeagnos, Pante stâncoase calcaroase cu vegetație casmofită, Pajiști uscate seminaturale și facies de acoperire cu tufișuri pe substraturi calcaroase (Festuco-Brometalia) (* situri importante pentru orhidee), Matorral arborescenți cu Juniperus spp., Păduri iberice de Quercus faginea și Quercus canariensis, Pajiști cu Molinia pe soluri calcaroase, turboase sau argilos-nămoloase (Molinion caeruleae), Păduri de pin (sub-) mediteraneene cu pini negri endemici, Formațiuni stabile xerotermofile de Buxus sempervirens pe pante stâncoase (Berberidion p.p.), Păduri de Quercus ilex și Quercus rotundifolia, Păduri de fag din Europa Centrală dezvoltate pe sol calcaros cu Cephalanthero-Fagion, Lande oro-mediteraneene cu formațiuni endemice de grozamă, Ape puternic oligomezotrofe cu vegetație bentonică cu Chara spp..
La baza desemnării sitului se află mai multe specii protejate:
- plante (1): Narcissus asturiensis
- mamifere (7): liliac cârn (Barbastella barbastellus), vidră de râu (Lutra lutra), liliac cărămiziu (Myotis emarginatus), liliac comun (Myotis myotis), liliacul mediteranean cu potcoavă (Rhinolophus euryale), liliacul mare cu potcoavă (Rhinolophus ferrumequinum), liliacul mic cu potcoavă (Rhinolophus hipposideros)
- nevertebrate (8): Austropotamobius pallipes, croitorul mare al stejarului (Cerambyx cerdo), fluturele auriu (Euphydryas aurinia), Euplagia quadripunctaria, Graellsia isabellae, rădașcă (Lucanus cervus), Osmoderma eremita Complex, Rosalia alpina
- pești (1): Parachondrostoma miegii

Pe lângă speciile protejate, pe teritoriul sitului au mai fost identificate 15 specii de plante, 29 de specii de păsări, 10 specii de amfibieni, 4 specii de mamifere, 3 specii de nevertebrate, 3 specii de pești, 3 specii de reptile.